# Notiocharis pilosternata
Notiocharis pilosternata är en tvåvingeart som först beskrevs av Satchell 1955.  Notiocharis pilosternata ingår i släktet Notiocharis och familjen fjärilsmyggor.
Artens utbredningsområde är Kongo. Inga underarter finns listade i Catalogue of Life.